# Ferrante Pierantoni
Ferrante Pierantoni (Bologna, 12 giugno 1933 – Bologna, 14 maggio 2012) è stato un ingegnere, informatico ricercatore italiano.

## Biografia
Nato a Bologna, è figlio di Giuseppina Rimondini e Guido Pierantoni, ha un fratello minore Romano, e si è sposato con Paola Vignoli con cui ha avuto tre figli: Margherita, Elisabetta e Francesco.

### Studi
Si è laureato, vincendo ogni anno per tutta la durata del corso di laurea una delle borse di studio messe a concorso dall'Opera Universitaria, in Ingegneria Industriale Elettrotecnica indirizzo Correnti Deboli nell'anno accademico 1956-1957 con votazione 100/100 e lode discutendo la tesi teorica "La teoria dell'informazione" con il Prof. E. De Castro, vincendo il Premio Marconi per il miglior laureato in Ingegneria dell'Anno Accademico 1956-1957 per poi iscriversi all'Albo degli Ingegneri della provincia di Bologna e conseguire la Libera docenza in Impianti nucleari nel 1968.
È stato professore incaricato del Corso di Teorie e Calcolo dei reattori presso la Scuola di specializzazione in Ingegneria Nucleare dell'Università di Bologna dall'anno accademico 1959-60 all'anno 1961-62 e docente di Progetto dei reattori nucleari presso la facoltà di ingegneria dell'Università di Bologna dall'anno accademico 1962-63 all'anno 1985-86.

### Attività scientifica

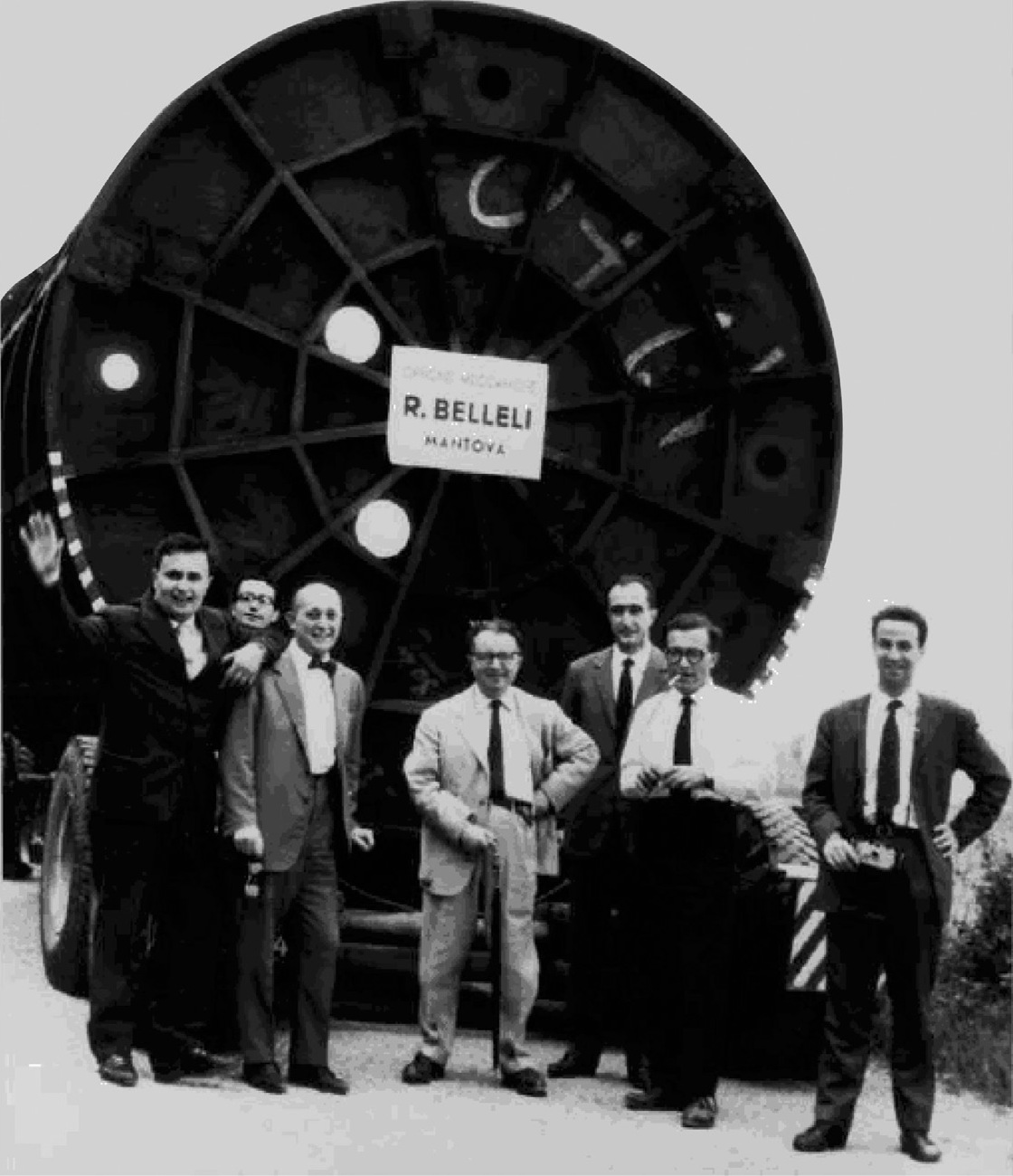
Franco Casali, Arnaldo Chiarini, Bruno Ferretti, Raimondo Manzini e Ferrante Pierantoni davanti al contenitore del reattore RB1 dei laboratori di Montecuccolino di Bologna, 1961.

Negli anni 1958 e 1959 ha diretto il Centro comune di calcolo dell'Istituto di Fisica e dell'Osservatorio Astronomico dell'Università di Bologna, realizzando in Italia il primo Centro Elettronico di Calcolo Scientifico. Nel 1960 ha poi organizzato ed avviato il Centro di Calcolo del CNEN. Negli stessi anni si è occupato di progettazione neutronica di reattori non proliferanti al torio presentando una memoria alla seconda Conferenza di Ginevra per gli usi pacifici dell'energia nucleare.
Dall'autunno del 1960 si è occupato prevalentemente di reattori nucleari ed ha diretto la progettazione, la costruzione ed il raggiungimento della prima criticità (1962) del reattore nucleare RB1 di Montecuccolino, Bologna.
Nel 1962 fino al 1974 ha diretto il Programma di sviluppo dei reattori veloci in Italia portandolo avanti fino al 1967 in associazione con Euratom, riuscendo anche a dirigere i lavori e svolgere il ruolo di capo cantiere, dal 1 luglio 1966 al 15 marzo 1974, del Progetto PEC (Prova Elementi di Combustibili) un reattore veloce refrigerato a sodio liquido concepito per la sperimentazione del comportamento degli elementi di combustibile, per ricercare come auto-fertilizzare il reattore ed auto-eliminare le scorie radioattive, presso il Lago del Brasimone ed ha partecipato attivamente alla definizione della struttura industriale pubblica operante nel settore dell'elettromeccanica pesante ed ai negoziati che hanno portato l'Italia alla partecipazione nella realizzazione del reattore veloce europeo Superphenix ed all'accordo CEA-CNEN di cui è stato presidente italiano dal 1 giugno 1974 al 31 maggio 1978
Negli anni settanta ha sviluppato una serie di modelli e di indici relativi ai consumi energetici italiani, con particolare riguardo all'energia elettrica e alle correlazioni tra variabili energetiche e variabili economiche.

### Attività informatica
Nel 1979 ha avviato il sistema informativo della Presidenza del Consiglio dei ministri.
È stato membro della "Commissione per il coordinamento e la promozione delle iniziative di automazione nella Pubblica Amministrazione" dal 1981 al 1983 e Presidente della Commissione incaricata della verifica critica e la revisione del complesso dei sistemi informativi dell'ISTAT dal 1984 al 1987. GU, 1997
In rappresentanza del Ministero del Tesoro si è impegnato, dal 1982 al 1993, come membro del Comitato Tecnico Scientifico del Fondo IMI per la Ricerca Applicata, facendo parte della commissione ministeriale avente il compito di esaminare, valutare e suggerire soluzioni per la realizzazione di una rete di telecomunicazioni per la trasmissione di messaggi nell'ambito della Pubblica amministrazione.
Negli anni ottanta ha effettuato alcuni studi sulle self correcting organizations, in collaborazione con i Prof. M. Landau e T. La Porte dell'Università della California - Berkeley.
In seguito al disastro di Černobyl' (1986) e alla volontà politica maturata dopo i referendum abrogativi del 1987, è iniziato un processo di riconversione e rifinalizzazione sia delle risorse disponibili che delle competenze professionali che portarono il professore Ferrante Pierantoni a convertire anche la sua attività.
Dal 1992 al 2012 ha collaborato con il Centro alti studi per la difesa (CASD) ed il Centro militare di studi strategici (Cemiss) effettuando studi ed analisi nel settore dell'information warfare e della guerra incruenta.

### L'Agenzia di ricerche e legislazione (AREL)

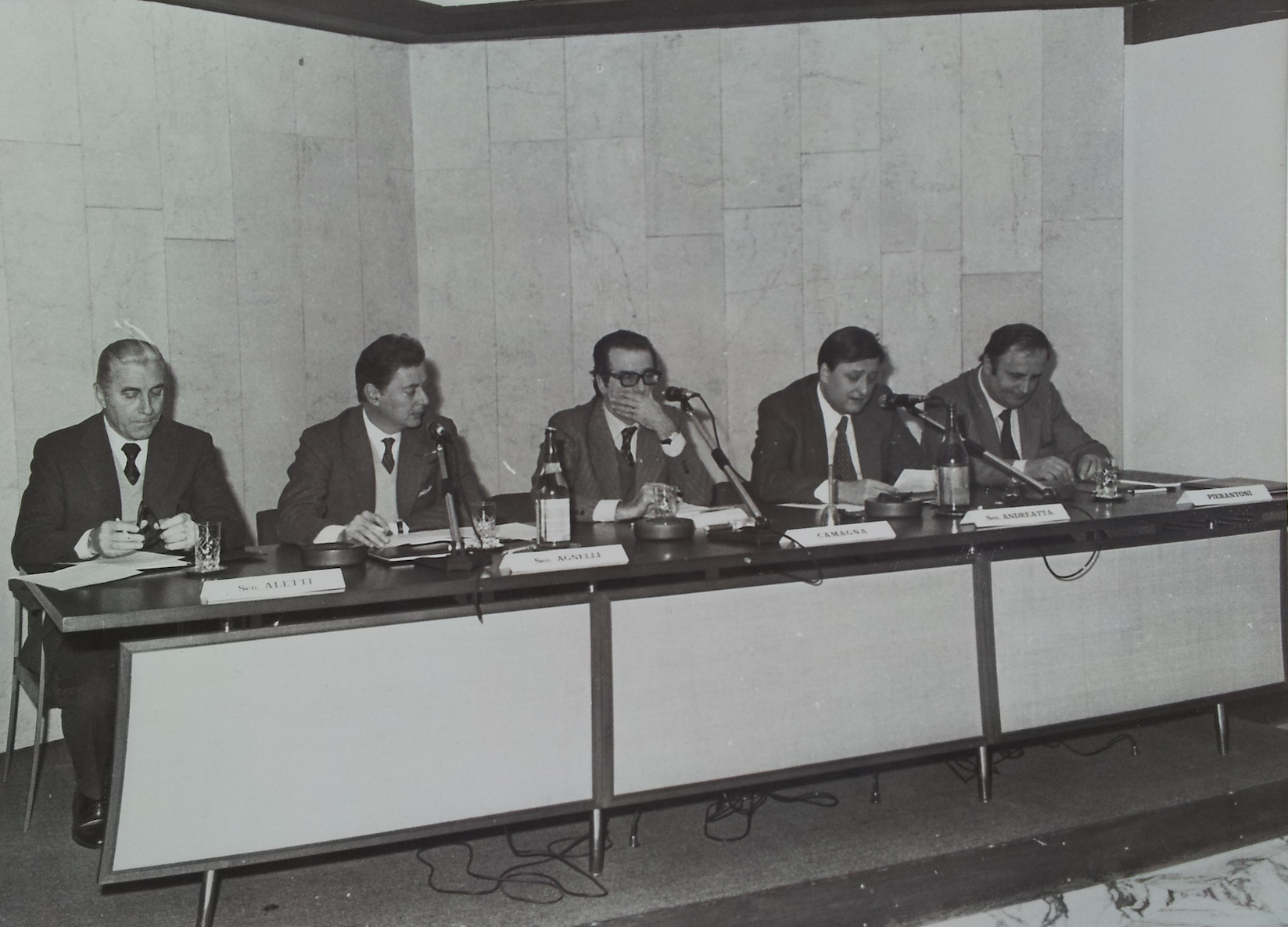
I senatori Urbano Aletti, Umberto Agnelli, Beniamino Andreatta e il prof. Ferrante Pierantoni ad uno dei primi convegni Arel, 1977

Pierantoni è stato chiamato nel 1977 dai senatori Nino Andreatta, Umberto Agnelli e Urbano Aletti come segretario generale dell'Agenzia di ricerche e legislazione (AREL) e fino al 1993 ha partecipato a numerosi studi e progetti in un ampio ventaglio di settori, da quelli dell'energia e dell'informatica a quelli sull'Europa dell'Est ed ai rapporti tra criminalità, finanza e terrorismo.

### L'esperienza nell'Autorità per l'informatica nella pubblica amministrazione
Dal 1993 al 2001 è stato membro della Autorità per l'informatica nella pubblica amministrazione, presieduta dal prof. Guido M. Rey, con il compito di gestire, pianificare e coordinare tutte le attività informatiche e telematiche nella Pubblica amministrazione e seguire direttamente le attività relative alla security dei sistemi informativi complessi e le linee di tendenza a medio e lungo termine dell'evoluzione tecnologica e commerciale del settore informatico.

## Opere

### Libri
- Ferrante Pierantoni, Un esempio di collaborazione europea: i reattori veloci in Energia, ambiente, innovazione: dal Cnrn all'Enea, a cura di Giovanni Paoloni, Bari, Editori Laterza, 1992,  pp. 329-341, ISBN 978-88-420-3917-4.
- Ferrante Pierantoni, Margherita Pierantoni, Combattere con le informazioni, Milano, CeMiSS-Angeli, 1996, ISBN 978-88-464-0432-9. URL consultato l'11 gennaio 2017 (archiviato dall'url originale il 13 gennaio 2017).
- Ferrante Pierantoni, La guerra incruenta, Milano, CeMiSS-Angeli, 2000, ISBN 978-88-88391-01-4.

### Pubblicazioni
- D. Baroncini, A. Chiarini, A.M Manarini e F. Pierantoni, Il Contributo italiano alla II Conferenza di Ginevra sugli usi pacifici dell'Energia Nucleare . Ginevra, Settembre 1958, Roma, CNEN, 1959,  p. 219.
- B.Ferretti e F. Pierantoni, Il programma di ricerche del Gruppo di Montecuccolino Estratto da: "Il contributo del CNEN alle Giornate della Energia Nucleare 1960", Milano, CNEN, 1961.
- A. Chiarini e F. Pierantoni, Some Aspects of Nuclear Reactor Calculations on Medium-Sized Electronic Computers, in Codes for Reactor Computations, Vienna, IAEA, 1961,  pp. 179-184.
- P.Azzoni, F. Casali e F. Pierantoni, Polly. One Group Fermi Age, Three Cores Radially Reflected Cylindrical Reactor Design Code for IBM-650 CNEN 140, in Serie Fisica-Matematica, Bologna, Centro di Calcolo di Bologna, dicembre 1961.
- P.Azzoni, F. Casali e F. Pierantoni, Sophy, Two Group, Two Core Totally Reflected Cylindrical Reactor Design Codes for IBM 650, in Serie Fisica-Matematica, CNEN 141, Bologna, Centro di Calcolo di Bologna, gennaio 1962.
- B. Ferretti, S. Barabaschi, G.Naschi e F. Pierantoni, Il Progetto RAPTUS, in Notiziario del CNEN anno 8, n. 7, Roma, CNEN, novembre 1962.
- F. Casali, A.M. Melandri e F. Pierantoni, Calcoli a moltigruppi di reattore a moderatore a organico, Roma, CNEN, marzo 1963.
- B. Ferretti, F. Pierantoni, P. Aiello, P. Azzoni, D. Brini, F.Casali, G. Falcinelli, R. Manzini e A. Salomoni, Il reattore RB-1 di Montecuccolino, in Notiziario del CNEN anno 9, n. 3, Roma, CNEN, giugno 1963.
- P. Aiello, P. Azzoni, F. Casali, P. Casalini, P. Cecchi, G. Cicognani, A. Corberi, G. Falcinelli, B. Ferretti, A. Fubini, A Garagnani, R. Manzini, A.M. Melandri, F. Pierantoni, R. Rappini, A. Salomon e G. Zappellini, Il reattore sperimentale RB-1: Taratura e misura del K(infinito) di reticoli a uranio naturale moderati a grafite., in Fisica del reattore - Convegno indetto dalla Società Lombarda di Fisica 8 Nov - 1 Dic 63, Roma, CNR, 1965,  pp. 341-360.
- P. Azzoni, G. Cicognani e F. Pierantoni, Considerazioni preliminari su alcuni tipi di reattori veloci diluiti tipo Raptus, in Fisica del reattore - Convegno indetto dalla Società Lombarda di Fisica 8 Nov - 1 Dic 63, Roma, CNEN, 1965,  pp. 411-428.
- P. Azzoni, A.M. Melandri, D. Meneghetti e F. Pierantoni, Considerazioni sul reattore veloce-termico a potenza zero RB-3, in Fisica del reattore - Convegno indetto dalla Società Lombarda di Fisica 8 Nov - 1 Dic 63, Roma, CNEN, 1965,  pp. 361-372.
- F. Casali, A.M. Melandri e F. Pierantoni, Calcolo a molti gruppi del reattore "ROSPO 11/5", in Fisica del reattore - Convegno indetto dalla Società Lombarda di Fisica 28 Nov - 1 Dic 63, Roma, CNEN, 1965,  pp. 47-62.
- G. Fogagnolo e F. Pierantoni, Il Programma Reattori Veloci del Centro di Calcolo del CNEN, in Notiziario del CNEN, n. 2, Roma, CNEN, febbraio 1967.
- F. Pierantoni, G. Fogagnolo, R. Zona, P.Aiello, P.Amadesi, P.Azzoni, F. Basile, V. Carrara, G. Centrone, G. Cicognani, L. De Cecco, P.Misley, A. Passi e G. Roselli, The PEC Reactor (A fuel test fast reactor), in Fast Reactor National Meeting ANS Suplement, San Francisco, CNR, 10 aprile-12 1967.
- G. Fogagnolo e F. Pierantoni, Il Programma Reattori Veloci italiano, in Notiziario del CNEN, n. 8-9, Roma, CNEN, agosto-settembre 1968,  pp. 58-81.
- G. Fogagnolo e F. Pierantoni, The Italian Fast Reactor Program, in Proceeding of the fourth internazional conference on the peaceful uses of atomic energy, vol. 5, Ginevra, United Nations, 6-16 Settembre 1971,  pp. 115-126.
- F. Pierantoni, Outline of fast reactors status, features and prospects, in Course on the stationary and cuasistationary toroidal reactors, Erice-Trapani, 4-15 Settembre 1972,  pp. 453-465.
- F. Pierantoni, Il ruolo del programma italiano nel quadro dello sviluppo dei reattori veloci, in Atti delle giornate dell'energia nucleare di Milano (14-16 dicembre 1972) organizzate dalla FAST con la collaborazione del CNEN e dell'Enel, Serie Simposi, Roma, CNEN, 1974,  pp. 254-263.
- F. Pierantoni, Il programma italiano per i reattori veloci, in Notiziario CNEN, Serie Simposi, n. 2, Roma, CNEN, febbraio 1973,  pp. 22-29.
- F. Pierantoni, Outline of the Italian Fast Reactor Physic Activities, in Proceedings of international Symposium on Physics of Fast Reactors, vol. 1, Tokyo, 16-19 Ottobre 1973,  pp. 61-75.
- F. Pierantoni, The PEC reactor project, in Nuclear Enginiring International, vol. 18, n. 209, 16-19 Ottobre 1973,  pp. 797-800.
- G.Fogagnolo e F. Pierantoni, The future of fast reactors in Italy, in Procedings of the International conference organized by the British Nuclear Energy Society, Londra, British Nuclear Energy Society, 11-14 Marzo 1974,  pp. 627-630.
- F. Pierantoni, Passage to the industrial and commercial phase of the fast breeder reactors in Italy, in Procedings of the European Nuclear Conference - Plenary Sessions, Parigi, 21-25 Aprile 1975,  pp. 280-281.
- F. Pierantoni e Romano Prodi, Alcune implicazioni delle politiche dell'energia nucleare nei paesi europei, in Rivista di Economia e Politica Industriale, vol. 1, n. 1, Bologna, 1975,  pp. 49-88.
- F. Pierantoni, Generazioni di energia mediante centrali nucleari Intervento alla LXXVI Riunione Annuale della Associazione Elettrotecnica ed Elettronica Italiana, in Centrali Nucleari - Sensori e Trasdruttori, vol. 1, n. 1, Bari, settembre 1975,  pp. 46-48.
- F. Pierantoni e Romano Prodi, Some Implications of nuclear energy policies in European countries, in Journal of British Nuclear Energy Society, n. 4, London, 1975,  pp. 303-309.
- F. Pierantoni, Intervento alla Tavola rotonda su obiettivi e strumenti della politica energetica nazionale, in Una politica per l'energia, Roma, febbraio 1976,  pp. 37-41 e 53-55.
- F. Pierantoni e Romano Prodi, Una risposta sul problema nucleare, in Rivista di Economia e Politica Industriale, vol. 2, n. 1, Bologna, 1976,  pp. 167-172.
- F. Pierantoni, L'informatica nel settore del credito, in Convegno su "L'informatica nel settore del credito" indetto dalla FABI, Roma, febbraio 1978,  pp. 15-20.
- F. Pierantoni, G. Castelli, G. Ghilardotti e B. Musso, Future plans for the design and construction of fast reactor power stations in Italy, in Proceedings of an International Symposium on "Design, Construction and operating experience of demonstration LMFBRs", Bologna, 10-14 Aprile 1978,  pp. 785-792.
- E. Clementel e F. Pierantoni, Ipotesi di sviluppo energetico da Atti del Convegno sulle fonti alternative ed integrative di energia del nostro Paese: possibilità e limiti, in Quaderni del giornale di fisica della Società Italiana di Fisica, vol. 3, n. 5, Bologna, 17-18 Febbraio 1978,  pp. 17-42.
- F. Pierantoni, F. Piacentini e P. Vestrucci, Un contributo della conoscenza dell'energia in Italia dal 1861 al 1978, Comitato Nazionale Energia Nucleare CNEN-RT/ING(80)8, 1980.
- F. Pierantoni e R. Tavoni, A review of the Italian fast reactor programme (PDF), in Status of national programmes on fast breeder reactors, Vienna, International Atomic Energy Agency, 1984,  pp. 38-48. URL consultato il 24 agosto 2014.
- F. Pierantoni, Chernobyl: la sindrome televisiva, in il Mulino, vol. 87, n. 1, Bologna, il Mulino, 1987,  pp. 94-115, DOI:10.1402/13890, ISSN : 0027-3120.
- F. Pierantoni, La non-proliferazione tra mito e triste realtà, in Limes - La bomba globale, vol. 1998, n. 2, Bologna, Gruppo Editoriale l'Espresso, 1998,  pp. 181-188. URL consultato il 5 settembre 2014.
- F. Pierantoni, Tecnologie mature ed innovative, in Sicurezza: Le nuove frontiere Cultura, economia, politica, tecnologie CSGE, Milano, FrancoAngeli, 2005,  pp. 156-204. URL consultato il 19 settembre 2014.
- F. Pierantoni, La società dell’informazione globale istantanea [collegamento interrotto], in Nomos&Khaos Rapporto Nomisma 2005 sulle prospettive economico-strategiche, Roma, A.G.R.A. srl, 2005,  pp. 491-505. URL consultato il 10 febbraio 2015.
- F. Pierantoni, Reti telecom: comunione e sublimazione [collegamento interrotto], in Nomos&Khaos Rapporto Nomisma 2006 sulle prospettive economico-strategiche, Roma, A.G.R.A. srl, 2006,  pp. 317-342. URL consultato il 10 febbraio 2015.
- F. Pierantoni, Realpolitik e Noopolitics: la frontiera del potere [collegamento interrotto], in Nomos&Khaos Rapporto Nomisma 2007 sulle prospettive economico-strategiche, Roma, A.G.R.A. srl, 2007,  pp. 149-170. URL consultato il 10 febbraio 2015.